# Les Poupées de l'Ombre Jaune
Les Poupées de l’Ombre Jaune est le 122e roman de la série Bob Morane écrit par Henri Vernes et publié en 1974 par les éditions Gérard et Cie dans la collection Pocket-Marabout (no 122).

## Résumé
L'Ombre jaune tente une emprise sur le monde en ensorcelant des poupées de chiffon. 
Bob Morane et son ami Bill Ballantine ont fort à faire pour déjouer ses plans.